# Carl Weiss (Mediziner)
Carl Austin Weiss Sr. (* 6. Dezember 1906; † 8. September 1935) war ein US-amerikanischer Arzt aus Baton Rouge, Louisiana, der am 8. September 1935 im Louisiana State Capitol ein tödliches Attentat auf den US-Senator Huey Long verübte, bei dem er auch selbst erschossen wurde.

## Leben
Weiss wurde in Baton Rouge als Sohn von Carl Adam Weiss und der Viola Weiss, geb. Maine geboren. Seine Eltern waren Juden, die zum römischen Katholizismus konvertierten. Der Vater von Weiss war ein bekannter Augenarzt, der einst Senator Long behandelt hatte. Weiss wurde in lokalen Schulen erzogen und absolvierte die St. Vincent’s Academy. Anschließend erhielt er 1925 seinen Bachelor-Abschluss an der Louisiana State University in Baton Rouge. Er absolvierte ein Aufbaustudium in Wien, Österreich und absolvierte danach Praktika in Wien und am Bellevue-Krankenhaus in New York City. 1932 kehrte er nach Baton Rouge zurück, um mit seinem Vater eine Privatpraxis zu eröffnen. 1933 war er Präsident der Louisiana Medical Society und Mitglied der Kiwanis International.

## Attentat auf Huey Long
Am Sonntag, dem 8. September 1935, trat Carl Weiss Huey Long im Capitol-Gebäude in Baton Rouge entgegen und erschoss ihn. Um 21:20 Uhr, kurz nach der Verabschiedung eines Gesetzentwurfs, der Weiss’ Schwiegervater, den Long-Gegner Benjamin Pavy, effektiv aus dessen Amt als Richter entfernte, näherte sich Weiss Long und feuerte nach der allgemein anerkannten Version der Ereignisse einen einzigen Schuss mit einer Handfeuerwaffe aus etwa 1,2 m Entfernung ab. Long wurde in den Torso getroffen. Longs Leibwächter, genannt „Kosaken“ oder „Schädelbrecher“, schossen auf Weiss und töteten ihn. Eine Autopsie ergab, dass Weiss mehr als 60 Mal getroffen wurde. Es wurde später vermutet, dass auch Long von Schüssen seiner Leibwächter getroffen und dabei getötet wurde.